# Кокорин, Анатолий Григорьевич
Анато́лий Григо́рьевич Коко́рин (25 октября 1918, Якшур-Бодья, Сарапульский уезд, Вятская губерния, РСФСР ― 29 ноября 1991, Йошкар-Ола, Марийская ССР, РСФСР, СССР) ― советский врач-хирург, ортопед, травматолог. Организатор ортопедо-травматологической службы в Марийской АССР. Главный травматолог Министерства здравоохранения Марийской АССР (1951―1971). Заместитель главного врача по лечебной работе Республиканской больницы Марийской АССР  (1961―1971). Заслуженный врач РСФСР (1960). Участник Великой Отечественной войны.

## Биография
Родился 25 октября 1918 года в дер. Якшур-Бодья ныне Удмуртии в семье фельдшеров. Мать М. Я. Кокорина ― фельдшер-акушерка, кавалер ордена Ленина, отец  Г. А. Кокорин ― ветеринарный фельдшер, погибший в годы Гражданской войны.
После окончания 8-летней школы поступил в Удмуртское педагогическое училище, которое окончил в 1935 году. В 1940 году окончил Ижевский медицинский институт.
В августе 1940 года призван в Красную Армию. Участник Великой Отечественной войны: врач в Пермской военной авиационной школе, с 1941 года ― командир санитарной роты 1071 стрелкового полка 311 стрелковой дивизии на Ленинградском фронте. В 1941 году был пленён в г. Чудово Ленинградской области, находился в немецком концлагере. В декабре 1945 года демобилизовался из армии. Награждён орденом Отечественной войны II степени и медалями.
По окончании войны закончил клиническую ординатуру по хирургии, подполковник медицинской службы. Работал ординатором хирургического отделения первой клинической больницы Ижевска. 
В 1949 году приехал в Марийскую АССР: с 1951 года ― главный ортопед-травматолог Министерства здравоохранения Марийской АССР. В  1954―1959 и 1971―1981 годах ― заведующий хирургическим отделением, в 1959―1961 годах ― заведующий ортопедотравматологическим отделением, в 1961―1971 годах ― заместитель главного врача по лечебной работе Республиканской больницы МАССР. Выступил как организатор ортопедо-травматологической службы в Марийской АССР и хирург-новатор. Внедрил в практику работы интрамедуллярный остеосинтез длинных трубчатых костей. Первым в Марийской республике стал оперировать на лёгких, внедрил сложные гинекологические операции, новые современные хирургические методы лечения на желудке, печени, жёлчных путях. Подготовил несколько поколений травматологов Марийской республики. 
За заслуги в области здравоохранения в 1960 году ему присвоено почётное звание «Заслуженный врач РСФСР». Награждён орденами Октябрьской Революции, «Знак Почёта», медалями и 2 почётными грамотами Президиума Верховного Совета Марийской АССР.

## Звания и награды
- Заслуженный врач РСФСР (1960)[2][3][4]
- Заслуженный врач Марийской АССР (1957)[2][3]
- Орден Октябрьской Революции (1981)[2][3]
- Орден «Знак Почёта» (1966)[2][3]
- Орден Отечественной войны II степени (1985)[5]
- Медаль «За доблестный труд. В ознаменование 100-летия со дня рождения Владимира Ильича Ленина»
- Почётная грамота Президиума Верховного Совета Марийской АССР (1968, 1978)[2][3]